# 韩西英
韩西英（1937年—2012年2月20日），男，河南偃师人，中华人民共和国政治人物。

## 生平
1966年2月加入中国共产党。早年任职于洛阳铜加工厂。1982年至1983年6月，任洛阳市物资局副局长。1983年-1986年2月，任洛阳市副市长。1986年2月-1989年2月，任中共洛阳市委常委、常务副市长。1989年3月至1991年3月，担任中共洛阳市委副书记、市长。1991年3月-6月，任市政协副主席。